# Arquebisbat de Nàpols
L'arquebisbat de Nàpols (arcidiocesi di Napoli en italià; Archidioecesis Neapolitana en llatí) és una seu metropolitana de l'Església catòlica que pertany a la regió eclesiàstica Campània. El 2004 tenia 1.600.000 batejats d'un total d'1.608.000 habitants. Des del 2006 està regida per l'arquebisbe cardenal Crescenzio Sepe.

## Territori
L'arquebisbat comprèn tota la ciutat de Nàpols, a excepció del barri occidental, que pertany al bisbat de Pozzuoli, així com els municipis d'Afragola, Arzano, Boscotrecase, Calvizzano, Casalnuovo di Napoli (tot i que en part pertanyen als bisbats d'Acerra o Nola), Casavatore, Casoria, Cercola, Ercolano, Marano di Napoli, Massa di Somma, Melito di Napoli, Mugnano di Napoli, Pollena Trocchia, Portici, Procida, San Giorgio a Cremano, San Sebastiano al Vesuvio, Torre del Greco, Torre Annunziata, Trecase, Villaricca i Volla.
El territori de l'arquebisbat, està dividit en 13 diaconats i 287 parròquies.

### Basíliques a l'arquebisbat
A la ciutat
- Catedral de Nàpols
- Basílica de Santa Restituta (a l'interior de l'església catedral)
- Baptisteri de San Giovanni in Fonte (l'interior de l'església catedral)
- Basílica de San Paolo Maggiore
- Basílica de San Pietro ad Aram
- Basílica de la Santissima Annunziata Maggiore
- Basílica de Santa Maria della Sanità
- Basílica de San Francesco di Paola
- Basílica de Santa Maria del Carmine Maggiore
- Basílica de San Gennaro extra moenia
- Basílica de San Gennaro ad Antignano
- Basílica de San Lorenzo Maggiore
- Basílica santuario del Gesù Vecchio
- Basílica dello Spirito Santo
- Basílica santuari de Santa Maria della Neve
- Basílica de Santa Chiara
- Basílica dell'Incoronata Madre del Buon Consiglio
- Basílica de Santa Maria della Pazienza

Altres basíliques
- Basílica de Santa Maria a Pugliano (Ercolano)
- Basílica de Sant'Antonio di Padova (Afragola)
- Basílica de San Mauro Abate (Casoria)
- Basílica di Santa Croce (Torre del Greco)
- Basílica de San Ciro (Portici)

Santuaris a l'arquebisbat
- Santuari de Santa Lucia a Mare (Nàpols)
- Santuari de San Gaetano Thiene, a la basílica de San Paolo Maggiore (Nàpols)
- Santuari del Maria Santissima del Buon Consiglio (Torre del Greco)
- Santuari de San Sebastiano Martire (San Sebastiano al Vesuvio)

## Història
Segons la tradició, Nàpols va ser visitada per sant Pere i sant Pau, i sant Pere va consagrar bisbe a Sant Asprè. El primer bisbe històricament documentat és Fortunato I, qui ocupà la càtedra napolitana vers el 342-344.
Gairebé tots els bisbes napolitans fins al segle vi i alguns del segle vii són venerats com a sants de l'Església Catòlica.
A inicis del segle xi el bisbe Sergi II va ser el primer a emprar el títol d'arquebisbe. Durant el període de la dominació romana d'Orient els arquebisbes de Nàpols sempre van ser consagrats a Roma, malgrat que nominalment totes les possessions a Itàlia estaven sota la jurisdicció del Patriarca de Constantinoble. A Nàpols estaven en voga tant el ritu romà com el grec.
Entre 1458 i 1575 la seu arquebisbal va ser prerrogativa de diversos membres de la família Carafa, que es van succeir a la seu amb una sola interrupció de 5 anys.
Dos arquebisbes de Nàpols van ser elevats al soli pontifici: Pau IV el 1555 i Innocenci XII el 1686.

### Episcopologi
Hi ha dos catàlegs antics napolitans que han arribat fins a nosaltres: la Gesta episcoporum neapolitanorum, que data dels segles viii i ix, i el Catalogus episcoporum neapolitanorum del segle x. Com de costum, aquests vells catàlegs mostren per a cada bisbe el total d'anys de govern i en alguns casos fins i tot mesos i dies de la data de la deposició episcopal, però mai senyalen l'any d'inici i final del mateix episcopat. Segons Lanzoni, "l'autenticitat i la integritat del catàleg napolità no és qüestionada per ningú".
- Sant'Aspreno † (meitat del segle ii)[4]
- Sant'Epatimito †
- San Marone †
- San Probo †
- San Paolo I †
- Sant'Agrippino †
- Sant'Eustazio †
- Sant'Efebo †
- San Fortunato I † (mencionat el 342/344)[5]
- San Massimo † (mencionat el 355)
- San Zosimo † (mencionat el 362/372)
- San Severo † (mencionat el 393)[6]
- Orso I †
- Giovanni I † (mencionat el 431 vers)
- San Nostriano † (mencionat vers a la meitat del segle v)
- Timasio †
- Felice †
- Sotero † (mencionat el 465)
- San Vittore I † (inicis de 494 - finals de 496)
- Santo Stefano I † (inicis de 499 - finals de 501)
- San Pomponio †
- Giovanni II †
- Vincenzo † (mencionat el 558/560)
- Reduce † (5 de març de 579 - 29 de març de 582 mort)[7]
- Demetrio † (vers 582/584[8] - de setembre de 591 deposat)[9]
- Fortunato II † (vers juliol de 593 - abril-juliol de 600 mort)[10]
- Pascasio † (inicis de gener de 601 - finals de març de 603)
- Giovanni III †
- Cesario †
- Grazioso †
- Eusebio †
- San Leonzio † (mencionat el 649)
- Sant'Adeodato †
- Sant'Agnello † (vers 673 - vers 694)[11]
- San Giuliano †
- San Lorenzo †
- Sergio I † (primera meitat del segle viii)
- San Cosimo o Cosma †
- San Calvo †
- Paolo II †
- Stefano II † (756 - 799 mort)
- San Paolo III † (inicis del segle ix)
  - Orso II † (811 - 818 mort) (bisbe electe)[12]
- Beat Tiberio † (818 - 838 mort)
- Giovanni IV † (838 - vers 849)
- Sant Atanasio I † (vers 849 - vers 872)[13]
  - Sede vacante (872-877)
- Atanasio II † (vers 877 - vers 903)[14]
- Stefano III † (vers 903 - vers 811)[15]
- Atanasio III † (937 - finals de 961)
- Niceta †
- Sergio II † (inicis de 981 - finals de 1006)
- Gentile, O.S.B. †
- Giovanni V † (mencionat el 1033)
- Vittore II † (mencionat el 1045)
- Sergio III † (mencionat el 1059)
- Giovanni VI † (inicis de 1065 - finals de 1071)
- L. ? † (mencionat el 1080)
- Pietro I † (mencionat el 1094)
- Gregorio † (mencionat el 1116)
- Marino † (inicis de 1118 - finals de 1151)
  - Sede vacante (?-1168)
- Sergio IV † (vers 1168 - vers 1191)
- Anselmo † (1192 - 22 de juliol de 1215 mort)
- Tommaso † (1215 - 1216)
- Pietro II † (inicis d'agost de 1216 - vers 1247 mort)
- Bernardo Caracciolo Rossi † (10 de gener de 1252 - 5 d'octubre de 1262 mort)
- Delfino † (1263 - ?)[16]
- Aiglerio † (29 d'octubre de 1266 - 6 de novembre de vers 1281 mort)
  - Sede vacante (1281-1285)
- Filippo Minutolo † (1285 - 24 d'octubre de 1301 mort)
- Beat Giacomo da Viterbo, O.E.S.A. † (12 de desembre de 1302 - 1307 mort)
- Umberto † (17 de març de 1308 - 3 de juliol de 1320 mort)
  - Matteo Filomarino † (29 d'octubre de 1320 - 1322 mort) (bisbe electe)
- Bertoldo Orsini † (6 de juny de 1323 - 1325 mort)
- Annibaldo di Ceccano † (5 de maig de 1326 - 1327 dimití)
- Giovanni Orsini † (23 de desembre de 1327 - 1358 mort)
- Bertrand de Meissenier † (4 de juny de 1358 - 30 d'octubre de 1362 mort)
- Pierre Amiehl de Brénac, O.S.B. † (9 de gener de 1363 - 5 de setembre de 1365 nomenat arquebisbe d'Embrun)
- Bernard du Bosquet † (5 de setembre de 1365 - 22 de setembre de 1368 dimití)
- Bernard de Rodes † (23 de setembre de 1368 - 1378 deposat)
- Lodovico Bozuto † (vers 1378 - 25 de maig de 1383 mort)
  - Thomas de Ammanatis † (21 d'octubre de 1379 - 1388 dimití) (antibisbe)
  - Guglielmo, O.F.M. † (20 de gener de 1388 - ?) (antibisbe)
- Nicolò Zanasio † (1384 - 24 d'agost de 1389 mort)
- Enrico Minutolo † (setembre de 1389 - 13 de febrer de 1400 dimití)
- Giordano Orsini † (13 de febrer de 1400 - 12 de juny de 1405 dimití)
- Giovanni VII † (3 de juny de 1407 - 1411 deposat)
- Niccolò de Diano † (12 de març de 1411 - 3 de juny de 1435 mort)
  - Giacomo Rossi † (6 de març de 1415 - 1418 mort) (antibisbe)
- Gaspare de Diano † (21 de febrer de 1438 - 29 d'abril de 1451 mort)
- Rinaldo Piscicello † (12 de maig de 1451 - 1 de juliol de 1457 mort)
- Giacomo Tebaldi † (3 d'agost de 1458 - 1458 dimití)
- Oliviero Carafa † (29 de desembre de 1458 - 1484 dimití)
- Alessandro Carafa † (20 de setembre de 1484 - 31 de juliol de 1503 mort)
  - Oliviero Carafa † (4 d'agost de 1503 - 1 d'abril de 1505 dimití) (administrador apostòlic)
- Bernardino Carafa † (1 d'abril de 1505 - maig de 1505 mort)[17]
- Gianvincenzo Carafa † (31 de maig de 1505 - 1530 dimití)
- Francesco Carafa † (24 de gener de 1530 - 30 de juliol de 1544 mort)
  - Ranuccio Farnese † (13 d'agost de 1544 - 22 de febrer de 1549 dimití) (administrador apostòlic)
- Gian Pietro Carafa † (22 de febrer de 1549 - 23 de maig de 1555 elegit papa amb el nom de Pau IV)[18]
  - Alfonso Carafa † (9 d'abril de 1557 - 29 d'agost de 1565 mort) (administrador apostòlic)[19]
- Mario Carafa † (26 d'octubre de 1565 - 11 de setembre de 1576 mort)
- Beat Paolo Burali d'Arezzo, C.R. † (19 de setembre de 1576 - 17 de juny de 1578 mort)
- Annibale di Capua † (11 d'agost de 1578 - 2 de setembre de 1595 mort)
- Alfonso Gesualdo † (12 de febrer de 1596 - 14 de febrer de 1603 mort)
- Ottavio Acquaviva d'Aragó † (31 d'agost de 1605 - 5 de desembre de 1612 mort)
- Decio Carafa † (7 de gener de 1613 - 23 de gener de 1626 mort)
- Francesco Boncompagni † (2 de març de 1626 - 9 de desembre de 1641 mort)
- Ascanio Filomarino † (16 de desembre de 1641 - 3 de novembre de 1666 mort)
- Innico Caracciolo † (7 de març de 1667 - 30 de gener de 1685 mort)
- Antonio Pignatelli † (30 de setembre de 1686 - 12 de juliol de 1691 elegit papa amb el nom d'Innocenci XII)
- Giacomo Cantelmo † (23 de juliol de 1691 - 11 de desembre de 1702 mort)
- Francesco Pignatelli, C.R. † (19 de febrer de 1703 - 5 de desembre de 1734 mort)
- Giuseppe Spinelli † (15 de desembre de 1734 - 9 d'abril de 1753 dimití, nomenat cardenal bisbe de Palestrina)
  - Giuseppe Spinelli (9 d'abril de 1753 - 8 de febrer de 1754 dimití) (administrador apostòlic)
- Antonino Sersale † (11 de febrer de 1754 - 24 de juny de 1775 mort)
- Serafino Filangieri, O.S.B. † (29 de gener de 1776 - 14 de setembre de 1782 mort)
- Giuseppe Maria Capece Zurlo, C.R. † (16 de desembre de 1782 - 31 de desembre de 1801 mort)
- Giovanni Vincenzo Monforte † (24 de maig de 1802 - 15 de juny de 1802 mort)
- Luigi Ruffo Scilla † (9 d'agost de 1802 - 17 de novembre de 1832 mort)
- Filippo Giudice Caracciolo † (15 d'abril de 1833 - 29 de gener de 1844 mort)
- Sisto Riario Sforza † (24 de novembre de 1845 - 29 de setembre de 1877 mort)
- Guglielmo Sanfelice d'Acquavella, O.S.B. † (15 de juliol de 1878 - 3 de gener de 1897 mort)
- Vincenzo Maria Sarnelli † (19 d'abril de 1897 - 2 de gener de 1898 mort)
- Giuseppe Antonio Ermenegildo Prisco † (24 de març de 1898 - 4 de febrer de 1923 mort)
- Michele Zezza † (4 de febrer de 1923 - 20 de desembre de 1923 nomenato Patriarca llatí titular de Constantinoble)
- Alessio Ascalesi, C.PP.S. † (7 de març de 1924 - 11 de maig de 1952 mort)
- Marcello Mimmi † (30 d'agost de 1952 - 15 de desembre de 1957 nomenat secretari de la Congregació Consistorial)
- Alfonso Castaldo † (7 de febrer de 1958 - 3 de març de 1966 mort)
- Corrado Ursi † (23 de maig de 1966 - 9 de maig de 1987 retirat)
- Michele Giordano † (9 de maig de 1987 - 20 de maig de 2006 retirat)
- Crescenzio Sepe, des del 20 de maig de 2006

## Estadístiques
A finals del 2013, la diòcesi tenia 1.715.000 batejats sobre una població d'1.744.000 persones, equivalent al 98,3% del total.
| any  | població  | població  | població | sacerdots | sacerdots       | sacerdots       | sacerdots             | diaques | religiosos | religiosos | parroquies |
| ---- | --------- | --------- | -------- | --------- | --------------- | --------------- | --------------------- | ------- | ---------- | ---------- | ---------- |
| any  | batejats  | total     | %        | total     | clergat secular | clergat regular | batejats por sacerdot | diaques | homes      | dones      |            |
| 1950 | 1.382.000 | 1.390.000 | 99,4     | 1.622     | 912             | 710             | 852                   |         | 690        | 912        | 240        |
| 1970 | ?         | 1.613.351 | ?        | 685       | 685             |                 | ?                     |         |            |            | 286        |
| 1980 | 1.830.000 | 1.840.000 | 99,5     | 925       | 557             | 368             | 1.978                 | 46      | 749        | 4.250      | 287        |
| 1990 | 1.586.000 | 1.616.000 | 98,1     | 1.138     | 508             | 630             | 1.393                 | 97      | 787        | 3.100      | 282        |
| 1999 | 1.592.235 | 1.600.000 | 99,5     | 987       | 453             | 534             | 1.613                 | 159     | 704        | 2.300      | 287        |
| 2000 | 1.593.835 | 1.601.600 | 99,5     | 991       | 457             | 534             | 1.608                 | 175     | 706        | 2.305      | 287        |
| 2001 | 1.580.000 | 1.600.000 | 98,8     | 972       | 462             | 510             | 1.625                 | 175     | 672        | 2.300      | 287        |
| 2002 | 1.580.000 | 1.600.000 | 98,8     | 981       | 471             | 510             | 1.610                 | 175     | 606        | 2.300      | 287        |
| 2003 | 1.580.000 | 1.600.000 | 98,8     | 984       | 474             | 510             | 1.605                 | 175     | 666        | 2.010      | 287        |
| 2004 | 1.600.000 | 1.608.000 | 99,5     | 1.003     | 453             | 550             | 1.595                 | 214     | 716        | 2.300      | 287        |
| 2013 | 1.715.000 | 1.744.000 | 98,3     | 1.053     | 433             | 620             | 1.628                 | 292     | 1.488      | 1.925      | 287        |